# White Bird: A Wonder Story
Pour les articles homonymes, voir White Bird (homonymie) et Wonder.
Série
Wonder
(2017)
Pour plus de détails, voir Fiche technique et Distribution.
White Bird: A Wonder Story est un film américain réalisé par Marc Forster et sorti en 2023. Le scénario, écrit par Mark Bomback, s'inspire d'une nouvelle tirée du recueil de bande dessinée Auggie & Me: Three Wonder Stories de R. J. Palacio. Il s'agit d'un spin-off du film Wonder (2017) de Stephen Chbosky. Bryce Gheisar y reprend son rôle de Julian Albans.
Il est présenté au San Francisco Jewish Film Festival.

## Synopsis
Le turbulent Julian, qui terrorisait Auggie, a désormais quitté l'école. Un jour, sa grand-mère française lui rend visite. Elle va alors lui raconter son enfance, celle d'une jeune fille juive dans la France occupée par les nazis pendant la Seconde Guerre mondiale. Elle sera notamment cachée dans la famille d'un camarade de classe.

## Fiche technique
Sauf indication contraire, les informations mentionnées dans cette section peuvent être confirmées par la base de données cinématographiques IMDb,  présente dans la section « Liens externes ».
- Titre original : White Bird: A Wonder Story
- Réalisation : Marc Forster
- Scénario : Mark Bomback, d'après une nouvelle tirée du recueil Auggie & Me: Three Wonder Stories de R. J. Palacio
- Musique : Thomas Newman
- Direction artistique : Petr Kunes
- Décors : Jennifer Williams
- Costumes : Jenny Beavan
- Photographie : Matthias Koenigswieser
- Montage : Matt Chesse
- Production : David Hoberman, Todd Lieberman,

Coproducteurs : David Minkowski et Matthew Stillman
Producteurs délégués : Mark Bomback, Robert Kessel, Jeff Skoll, Kevan Van Thompson, Renée Wolfe et Alexander Young
- Sociétés de production : Lionsgate, Mandeville Films, Participant Media et 2DUX²
- Société de distribution : Lionsgate (États-Unis)
- Budget : n/a
- Pays de production :  États-Unis
- Langue originale : anglais
- Format : couleur
- Genre : drame, guerre
- Durée : 120 minutes
- Dates de sortie[3] :
  - États-Unis : 30 juillet 2023 (San Francisco Jewish Film Festival)
  - États-Unis : 4 octobre 2024 (en salles)

## Distribution
- Gillian Anderson (VQ : Mélanie Laberge) : Vivienne
- Helen Mirren (VQ : Claudine Chatel) : Grand-mère / Sara
- Ariella Glaser (VQ : Marguerite d'Amour) : Sara, jeune
- Olivia Ross : Rose
- Bryce Gheisar (VQ : Nicolas Poulin) : Julian Albans
- Jo Stone-Fewings
- Orlando Schwerdt (VQ : Charles Sirard Blouin) : Julien
- Stuart McQuarrie : le pasteur Luc

 Source : version québécoise (VQ) sur Doublage.qc.ca

## Production

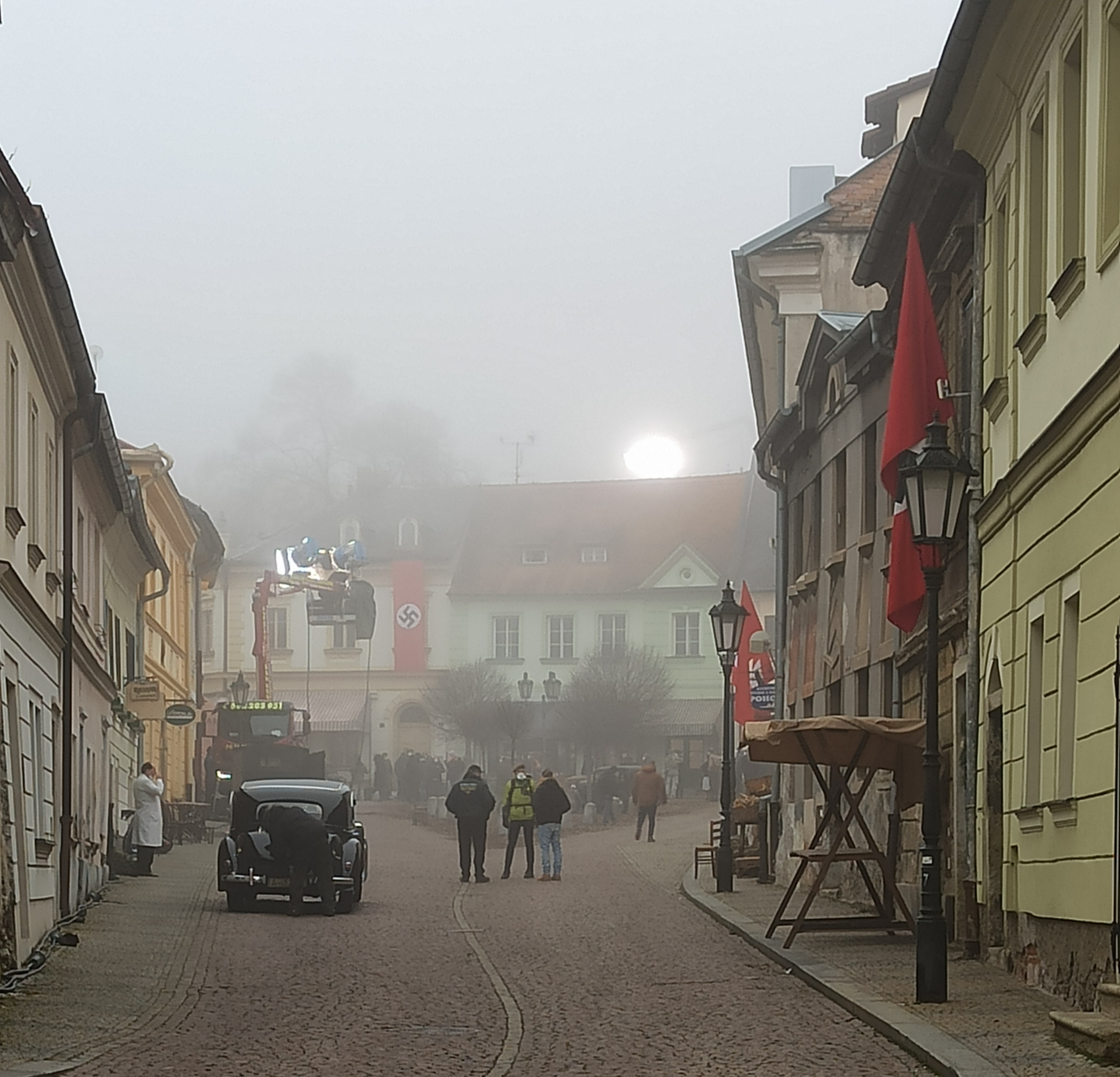
Un décor du film à Kutná Hora

Le scénario s'inspire d'une nouvelle du recueil Auggie & Me: Three Wonder Stories centré sur Julian, un personnage du roman Wonder. Le film est développé par Lionsgate, Mandeville Films et Participant Media, déjà à l’œuvre pour le film Wonder. En octobre 2020, Marc Forster est annoncé comme réalisateur.
En février 2021, Gillian Anderson rejoint le film, suivie par Helen Mirren quelques jours plus tard.
Le tournage débute en février en Tchéquie, notamment à Prague et Kutná Hora,,.

## Sortie
White Bird: A Wonder Story devait initialement sortir aux Etats-Unis le 16 septembre 2022, avant d'être repoussé au 14 octobre 2022. En septembre 2022, Lionsgate retire le film de son planning de sorties.
En janvier 2023, il est annoncé que White Bird aura une sortie limitée le 18 août 2023 avec une sortie plus large la semaine suivante. Cependant, en juillet, en raison de la grève SAG-AFTRA, Lionsgate repousse le film à fin 2023.
The film est présenté en avant-première au 43e San Francisco Jewish Film Festival le 30 juillet 2023.